# Splendrillia sunderlandi
Splendrillia sunderlandi är en snäckart som beskrevs av Edward James Petuch 1987. Splendrillia sunderlandi ingår i släktet Splendrillia och familjen Drilliidae. Inga underarter finns listade i Catalogue of Life.